# UTC−9
| Süd-Sommer-/Nord-NormalzeitSeegebiet | Nord-Sommer-/Süd-NormalzeitStandardzeit ganzjährig |

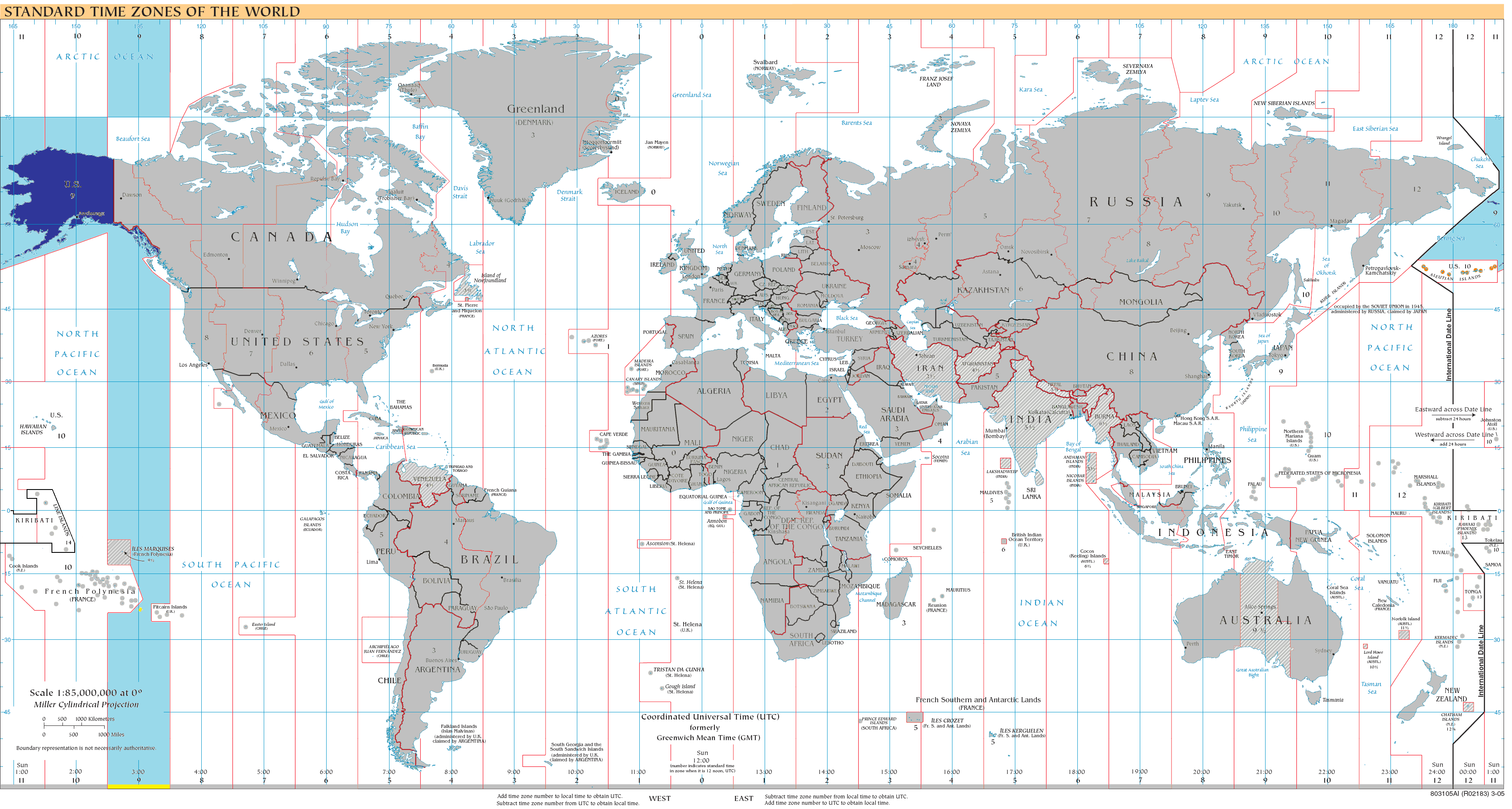
UTC−9:

UTC−9 ist eine Zonenzeit, welche den Längenhalbkreis 135° West als Bezugsmeridian hat. Auf Uhren mit dieser Zonenzeit ist es neun Stunden früher als die koordinierte Weltzeit und zehn Stunden früher als die MEZ.
Die Zonenzeit wird das ganze Jahr auf den Gambier-Inseln verwendet. In Alaska wird sie als Normalzeit und auf den Aleuten als Sommerzeit verwendet.

## Geltungsbereich

### Ganzjährig
- Frankreich
  -  Französisch-Polynesien
    - Gambier-Inseln[2]

### Normalzeit (Nördliche Hemisphäre)
- Vereinigte Staaten
  -  Alaska (außer Aleuten)

### Sommerzeit (Nördliche Hemisphäre)
- Vereinigte Staaten
  -  Alaska (Aleuten)